# Juncus squarrosus
Juncus squarrosus es una herbácea de la familia de las juncáceas.

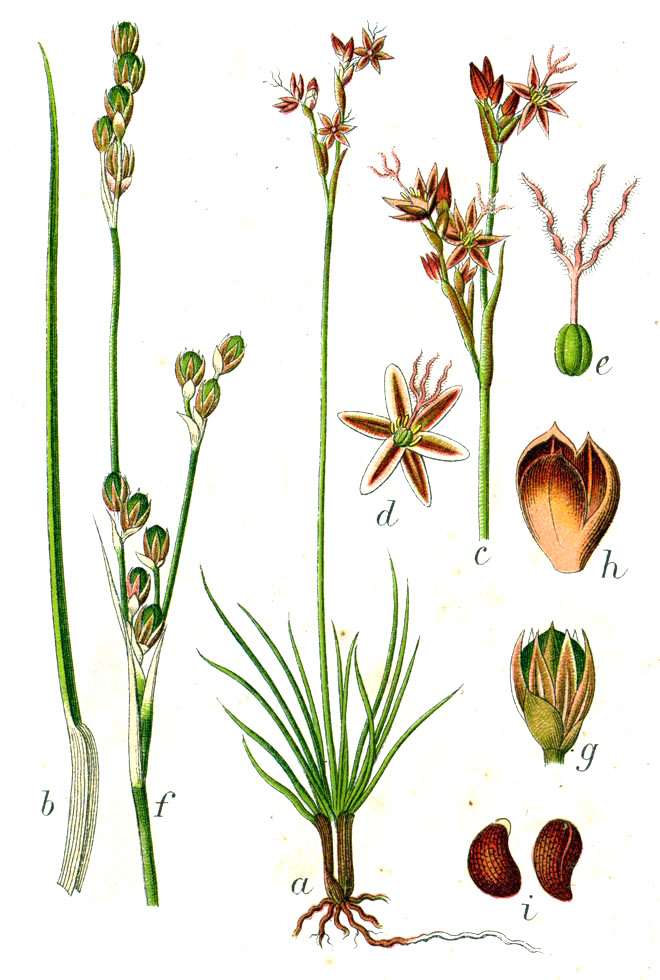
Ilustración

## Descripción
Hierba vivaz a través de rizoma, cespitosa. Tallos erectos, de 15-40 cm, rígidos. Hojas rígidas, canaliculadas, patentes, de hasta 2 mm de anchura. Flores regulares dispuestas en espigas; 6 tépalos obtusoa de color pardo oscuro, con ancho margen hialino, de 4-5 mm de longitud; 6 estambres. Fruto en cápsula con numerosas semillas. Florece en primavera y verano.

## Hábitat
Frecuente en las partes más húmedas de los cervunales, aunque también coloniza turberas.

## Distribución
Se encuentra en Europa.

## Taxonomía
Juncus squarrosus fue descrita por Carlos Linneo y publicado en Species Plantarum 1: 327. 1753.
Etimología
Juncus: nombre genérico que deriva del nombre clásico latino  de jungere = , "para unir o vincular", debido a que los tallos se utilizan para unir o entrelazar".
squarrosus: epíteto latino que significa "extendiendo horizontalmente; curvadas en los extremos".
Sinonimia
- Juncus sprengelii Willd., Fl. Berol. Prodr.: 394 (1787).
- Juncus strictus Lucé, Topogr. Nachr. Oesel: 107 (1823).
- Juncus ellmanii C.E.Hubb., Sandwith & Turrill, Bull. Misc. Inform. Kew 1928: 153 (1928).[5]